# دافيد براون
دافيد براون (بالإنجليزية: David Brown)‏ (26 نوفمبر 1887 في المملكة المتحدة - 1 يناير 1970) هو لاعب كرة قدم بريطاني (وحمل سابقاً جنسية المملكة المتحدة لبريطانيا العظمى وأيرلندا) في مركز الهجوم. لعب مع بورت فايل وستوك سيتي ونادي كيلمارنوك ونوتس كاونتي ونادي بارو ونادي كرو ألكساندرا ونادي دندي وPeebles Rovers F.C. ‏ ونادي غرينوك مورتون ودارلينجتون إف سى.